# 梅山豆蜗牛
梅山豆蜗牛（学名：Pupinella masuhowaruensis），是中腹足目豆蜗牛科Pupinella的一种。主要分布于台湾，常栖息在潮湿有苔藓处。